# Plaisance-du-Sud
Plaisance-du-Sud (Haïtiaans-Creools: Plezans disid) is een stad en gemeente in Haïti. De gemeente maakt deel uit van het arrondissement Anse-à-Veau in het departement Nippes.
Plaisance-du-Sud is een relatief nieuwe gemeente. Ze is middels een wet van 1 april 2002 afgesplitst van de gemeente Petit-Trou-de-Nippes en telt 27.200 inwoners.

## Indeling
De gemeente bestaat uit de volgende sections communales:
| Nr. | Naam                               | Km²   | Inw.2015 |
| --- | ---------------------------------- | ----- | -------- |
| 1   | Plaisance du Sud (of: Ti François) | 41,92 | 10.137   |
| 2   | Anse aux Pins                      | 36,31 | 9.384    |
| 3   | Vassal Labiche                     | 29,74 | 7.724    |